# مملكة الجزر

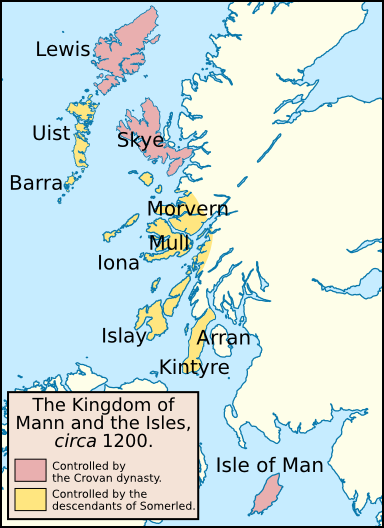

مملكة الجزر هي مملكة تضم كلًا من هبرديس، وجزر فيرث كلايد، وجزيرة مان وذلك منذ القرن التاسع وحتى القرن الثالث عشر الميلادي. عٌرفت الجزر للشماليين باسم «الجزر الجنوبية» وهي متميزة عن الجزر الشمالية في جزر أوركني وشتلاند. في اللغة الغيلية الاسكتلندية، عُرِفت المملكة باسم مملكة الجزر. السجل التاريخي غير مكتمل، ولم تكن المملكة كيانًا مستمرًا طوال تلك الفترة. يشار إلى الجزر المعنية أحيانًا باسم مملكة مان والجزر، على الرغم من أن بعض الحكام اللاحقين فقط حققوا هذا اللقب. في بعض الأحيان كان الحكام مستقلين عن السيطرة الخارجية، على الرغم من أنهم كانوا أسيادًا لفترة طويلة من الزمن على النرويج أو أيرلندا أو إنجلترا أو اسكتلندا أو أوركني. بدا في بعض الأحيان أنه كانت هناك مطالبات متنافسة على كل أو أجزاء من الإقليم. تبلغ مساحة الجزر المعنية أكثر من 8,300 كيلومتر مربع (3,205 ميل مربع) وتمتد لأكثر من 500 كيلومتر (310 ميل) من الشمال إلى الجنوب.
بدأ نفوذ الفايكنغ في المنطقة في أواخر القرن الثامن، وفي حين أنه ليس هناك شك في أن سلالة إيفار لعبت دورًا بارزًا في هذه الفترة المبكرة، فإن سجلات تواريخ وتفاصيل الحكام مضاربة حتى منتصف القرن العاشر. كانت العداوة بين ملوك الجزر وحكام أيرلندا، والتدخل من جانب تاج النرويج (إما بشكل مباشر أو من خلال تابعهم إيرل أوركني) من المواضيع المتكررة.
تحتوي لاكسديلا ساجا على ذكر العديد من الأشخاص الذين قيل أنهم جاؤوا إلى أيسلندا من سودور، والتي يبدو أنها واحدة من الجزر الجنوبية، قبل أو نحو منتصف القرن العاشر.
أدى غزو ماغنوس بيرفوت في أواخر القرن الحادي عشر إلى فترة وجيزة من الحكم النرويجي المباشر على المملكة، ولكن سرعان ما أعاد أحفاد غودريد كروفان فرض فترة أطول من الحكم الذاتي المستقل. انتهى ذلك مع ظهور سومرليد، الذي انقسمت المملكة عند وفاته عام 1164 إلى قسمين. بعد ما يزيد على قرن بقليل، أصبحت الجزر جزءًا من مملكة اسكتلندا، أي بعد معاهدة بيرث عام 1266.

## الجغرافيا
الجزر الرئيسية المستعرضة هي كالتالي:
- جزيرة مان، تقع في البحر الأيرلندي على مسافة متساوية من إنجلترا الحديثة، وأيرلندا الشمالية، واسكتلندا، وويلز.
- جزر فيرث كلايد على بعد نحو 140 كيلومترًا (87 ميلًا) إلى الشمال، وأكبرها بوت وأران.
- جنوب هبرديس الداخلية إلى الغرب والشمال من شبه جزيرة كينتاير، بما في ذلك إيلاي، وجورا، ومُل، وإيونا.
- هبرديس الداخلية إلى الشمال من آردنمرشن، تتكون من الجزر الصغيرة (بما في ذلك آغ، ورام)، وسكاي، وراساي وحدوهم الطرفية.
- الهبرديس الخارجية، المعروفة أيضًا باسم «لونغ آيلند» إلى الغرب، مفصولة عن شمال هبرديس بمياه مينش.

تبلغ المساحة الإجمالية لهذه الجزر، التي يشار إليها غالبًا باسم سودريس، نحو 8,374 كيلومترًا مربعًا (3,233 ميلًا مربعًا) منها:
- جزيرة مان 572 كيلومترًا مربعًا (221 ميلًا مربعًا)، أي 7% من الإجمالي.[1]
- جزر كلايد 574 كيلومترًا مربعًا (222 ميلًا مربعًا)، 7% من الإجمالي.[2]
- الهبرديس الداخلية 4,158 كيلومترًا مربعًا (1,605 ميلًا مربعًا)، 50%من الإجمالي.[3]
- الهبرديس الخارجية 3,070 كيلومترًا مربعًا (1,185 ميلًا مربعًا)، 36%من الإجمالي.[4]
- ربما كانت جزيرة أنغلزي في ويلز الحديثة جزءًا من عالم جزر الفايكنغ من مرحلة مبكرة.[5]
- تقع أوركني على بعد 180 كيلومترًا (110 ميلًا) من الشرق إلى الشمال الشرقي من الهبرديس الخارجية، وتقع شتلاند على بعد 80 كيلومترًا (50 ميلًا) من الشمال الشرقي، والنرويج على بعد 300 كيلومتر (190 ميل) شرق شتلاند. تبلغ المسافة الكلية من الطرف الجنوبي لجزيرة مان إلى بوت لويس، الطرف الشمالي من الهبرديس الخارجي، 515 كم (320 ميلًا) تقريبًا.

## نبذة تاريخية مبكرة

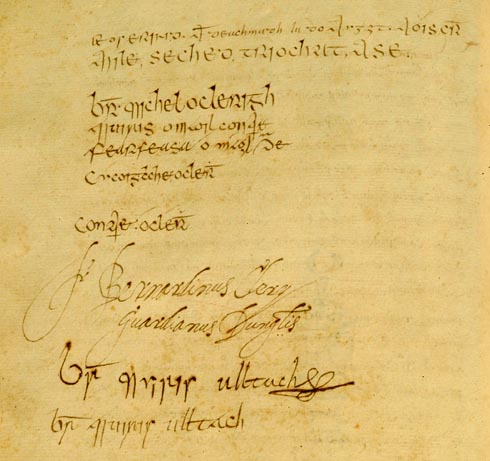
الهبرديس تحت حكم الفايكنغ: تطور تاريخي وثقافي لمملكة الجزر الاسكتلندية وتوثيق سجلات الأربعة أساتذة (ميشال أو كليريغ، فيرغوس كينيدي، بريندان أوسوليفان، و تيرينس بيري).

### غارات الفايكنغ المبكرة في هبرديس
قبل غزوات الفايكنغ، شكّل الهبرديس الجنوبي جزءًا من المملكة الغالية دال رياتا (أو دالريادا). شمال دال رياتا، كانت مناطق الهبرديس الداخلية والخارجية تحت السيطرة الاسمية للبيكتيين على الرغم من أن السجل التاريخي ضئيل. وفقا لأو كورين «من غير المعروف متى وكيف غزا الفايكنغ الجزر واحتلوها، وربما لا سبيل للمعرفة»، على الرغم من تسجيل غارات متكررة منذ عام 793 وما بعد من قبل الفايكنغ على الجزر البريطانية. دمِرت «جميع جزر بريطانيا» في عام 794 ونُهبت أيونا في 802 و806. يظهر العديد من قادة الفايكنغ، الذين ربما كانوا يقيمون في اسكتلندا، في الحوليات الأيرلندية: ساكسلفر عام 837، وترجس عام 845، وهاكن عام 847. وهناك إشارة مبكرة أخرى إلى وجود الشماليين في السجلات الأيرلندية، وهي أن وريث ملك «اسكتلندا في عصر الفايكنغ»، ثيورير، قاد جيشًا إلى أيرلندا في عام 848.
في القرن التاسع، ظهرت الإشارات الأولى للغايل- الشماليين (أي «الغايل الأجنبي»). استخدِم هذا المصطلح بشكل مختلف في القرون التالية للإشارة إلى أفراد من أصول أو/و ثقافة إسكندنافية كلتية مختلطة والتي أصبحت مهيمنة في جنوب غرب اسكتلندا، وأجزاء من شمال إنجلترا، والجزر.
وفقًا لأوركنيينغا ساجا، نحو عام 872 أصبح هارالد ذو الشعر الفاتح ملكًا للنرويج الموحدة، وفرّ العديد من خصومه إلى جزر اسكتلندا بما في ذلك هبرديس الواقعة على الساحل الغربي، والجزر الشمالية. طارد هارالد أعدائه ودمج الجزر الشمالية في مملكته في عام 875 ثم بعد ذلك بعشرة أعوام، دمج الهبرديس أيضًا. في العام التالي تمرد زعماء قبائل الفايكنغ المحليين في هبرديس. ثم أرسل هارالد كيتل فلاتنوسي لإخضاعهم، وهو ما فعله بسرعة، لكنه بعد ذلك أعلن نفسه «ملك الجزر» المستقل، وهو اللقب الذي احتفظ به لبقية حياته. يُساوى كيتل أحيانًا بكيتل فايند، وهو زعيم غايلي شمالي ذُكر أنه قاتل في أيرلندا عام 857، على الرغم من أن هذا الارتباط بعيد عن أن يكون مؤكدًا. لم يترك كيتل أي خلفاء، وليس هناك سجل يذكر للعقود الأربعة التالية. ومع ذلك، يشير وولف عام 2007 إلى أن ظهوره في الساجا «يشبه قصة أنشئت في الأيام الأخيرة لإضفاء الشرعية على المطالبات النرويجية بالسيادة في المنطقة».
وهناك مشاكل مماثلة مع منشأ غوفريد ماك فيرغوسا، الحاكم المفترض في القرن التاسع لهبرديس وسلف قبيلة دونالد. أشير إلى أن مظهره «يشبه إلى حد كبير نتاج دعاة القرن الرابع عشر من قبيلة دونالد».